# Magyarszombatfa
Magyarszombatfa (slowenisch Soboška ves) ist eine ungarische Gemeinde im Kreis Körmend im Komitat Vas. Zur Gemeinde gehört der Ortsteil Gödörháza.

## Geografische Lage
Magyarszombatfa liegt 56 Kilometer südwestlich des Komitatssitzes Szombathely, 34 Kilometer südwestlich der Kreisstadt Körmend, einen Kilometer von der Grenze zu Slowenien entfernt, an dem Fluss Szentgyörgyvölgyi-patak. Nachbargemeinden sind Velemér, Bajánsenye und Kercaszomor. Jenseits der slowenischen Grenze liegt zwei Kilometer südwestlich der Ort Prosenjakovci.

## Geschichte
Seit 1907 trägt der Ort seinen heutigen Namen, vorher wurde er als Zumbathfalva, Sombatfalva oder Zombathfalva schriftlich erwähnt. Im Ort spielt seit ungefähr 700 Jahren das Handwerk der Töpferei eine wichtige Rolle.  Im Jahr 1913 gab es in der damaligen Kleingemeinde 99 Häuser und 396 Einwohner auf einer Fläche von 1479 Katastraljochen. Sie gehörte zu dieser Zeit zum Bezirk Muraszombat im Komitat Vas.

## Gemeindepartnerschaften
Es ist eine Gemeindepartnerschaft mit La Galera in Katalonien geplant.

## Sehenswürdigkeiten
- Glockenturm (harangláb)
- Hölzerner Glockenturm (Gödörházi harangláb) im Ortsteil Gödörháza, erbaut 1790
- Jagdausstellung (Vadászati kiállítás)
- János-Czugh-Gedenkraum (Czugh János Emlékszoba)
- 1956er-Denkmal (56-os Emlékmű)
- Sárgaliliom-Naturlehrpfad (Sárgaliliom tanösvény)
- Relieftafel Olvasó nő (auch Felszabadulási emlékkönyvtár névtáblája genannt), erschaffen 1970 von Iván Szabó
- Töpferhaus (Fazekasház), erbaut 1790, denkmalgeschützt
- Weltkriegsdenkmal (I. és II. világháborús emlékmű)

## Verkehr
In Magyarszombatfa treffen die Landstraßen Nr. 7451 und Nr. 7423 aufeinander. Ein Kilometer südwestlich liegt der Grenzübergang Magyarszombatfa-Prosenjakovci. Es bestehen Busverbindungen über Bajánsenye nach Őriszentpéter sowie über Velemér, Szentgyörgyvölgy und Nemesnép nach Csesztreg. Der nächstgelegene Bahnhof befindet sich 12 Kilometer nordöstlich in der Stadt Őriszentpéter.

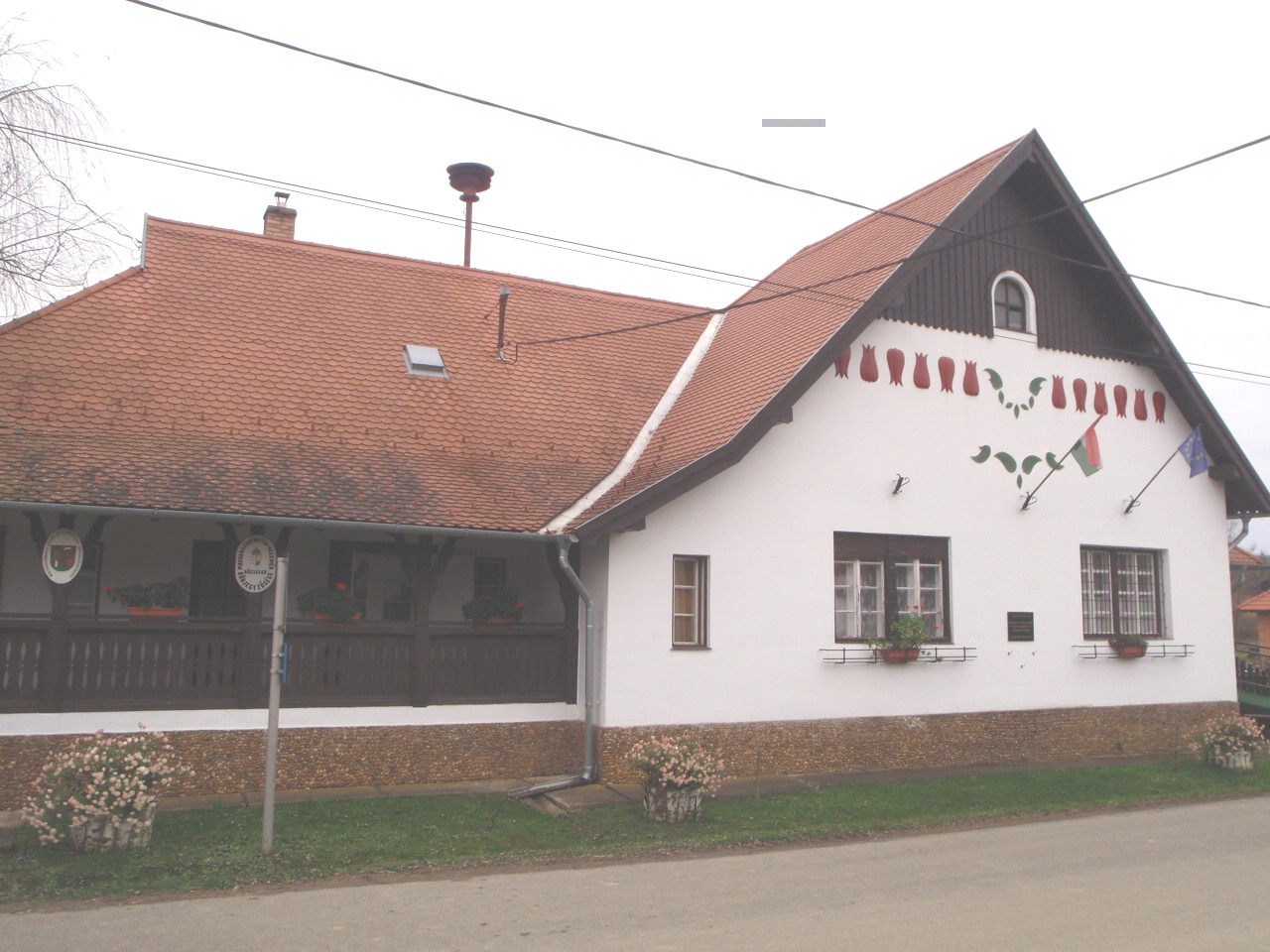
Gemeindeverwaltung
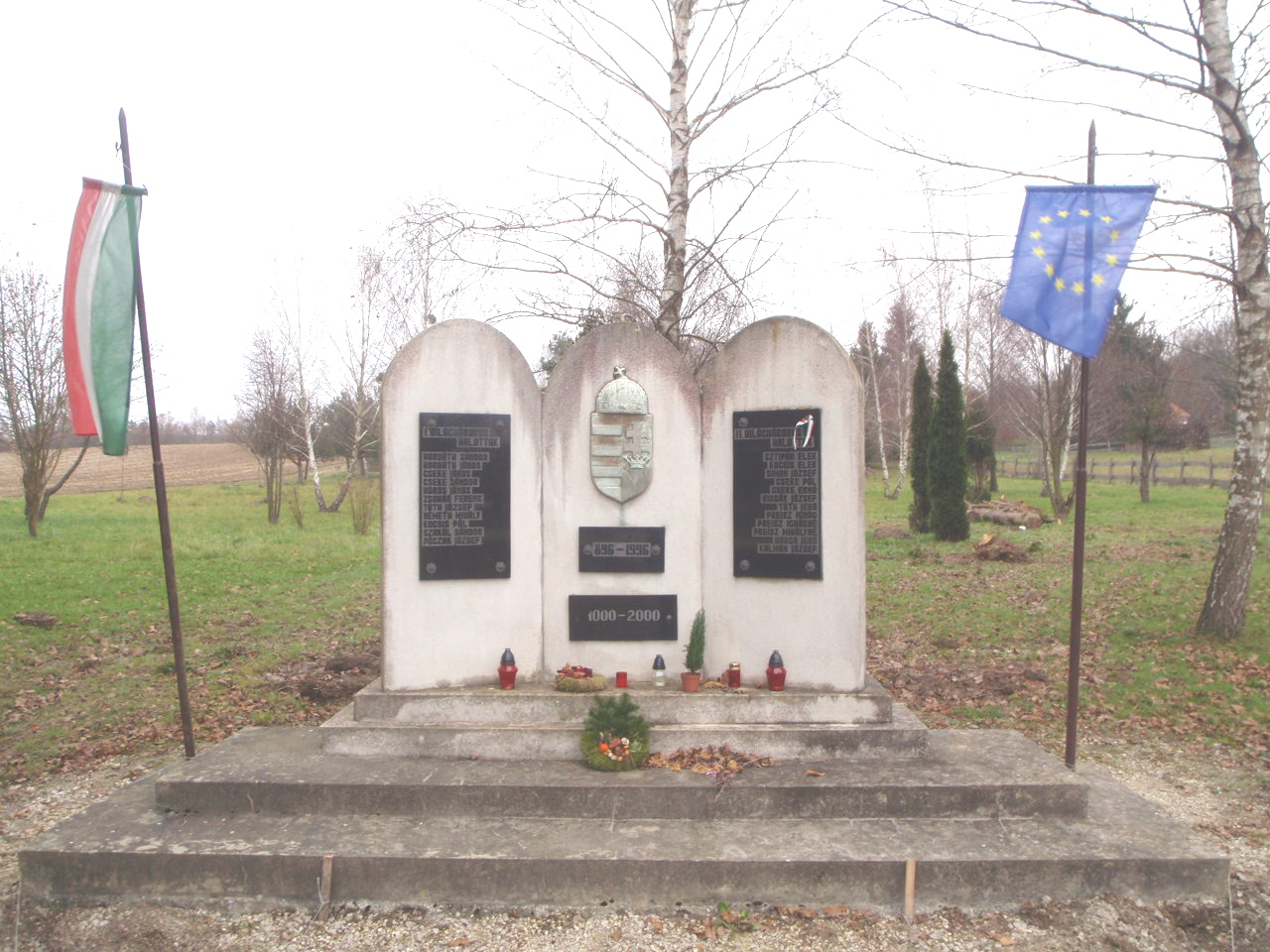
Weltkriegsdenkmal
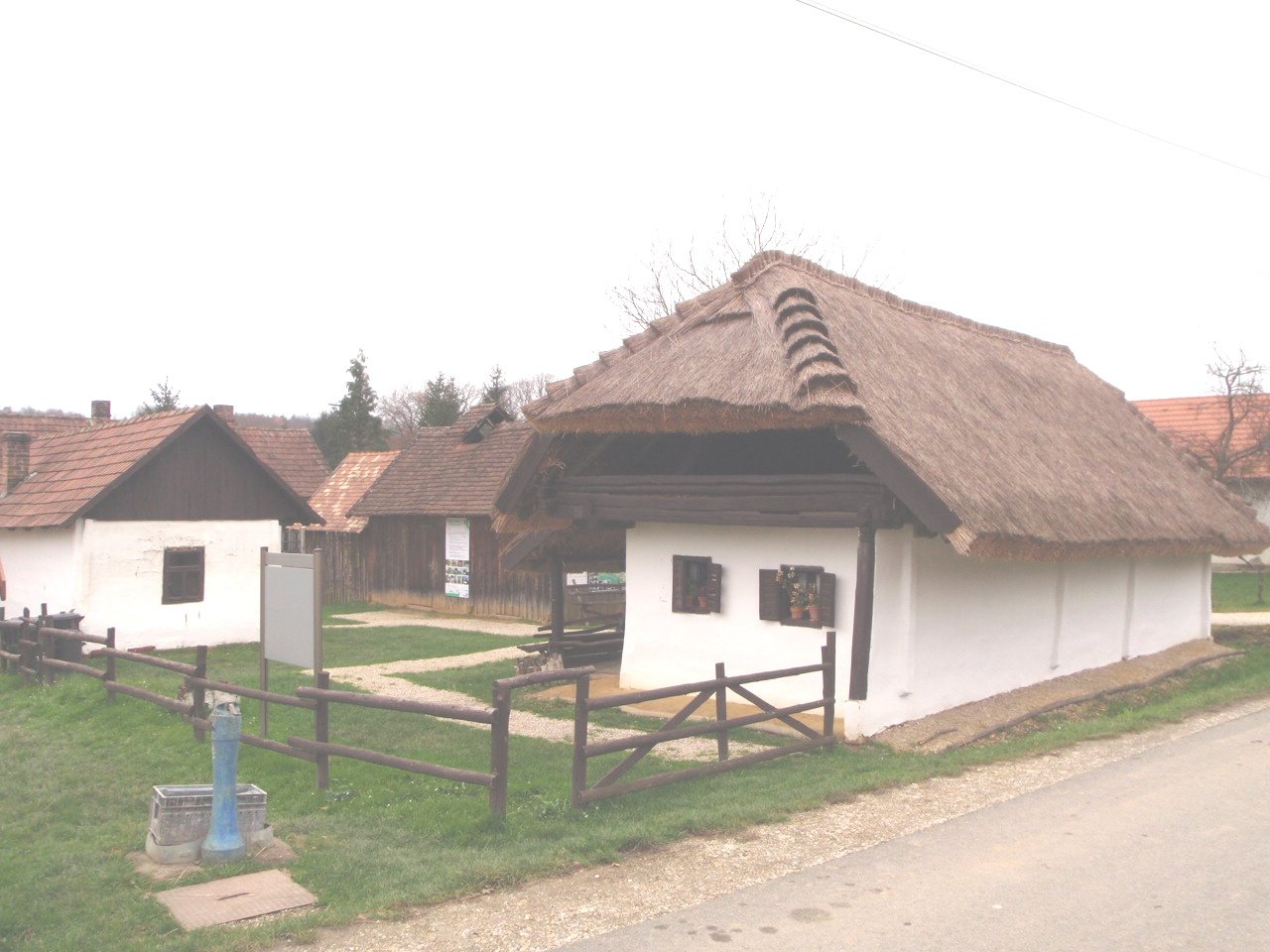
Töpferhaus
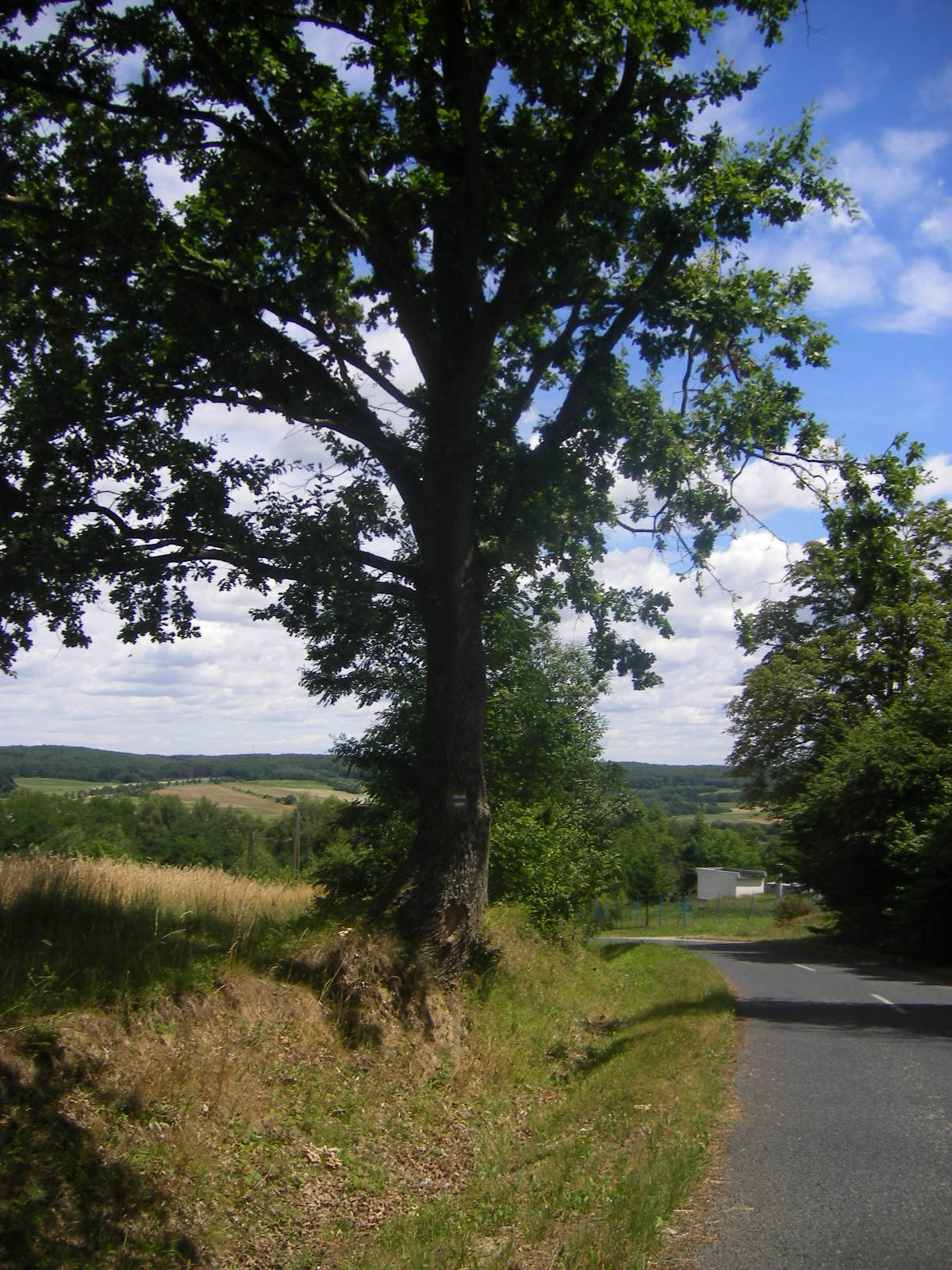
Landschaft bei Magyarszombatfa
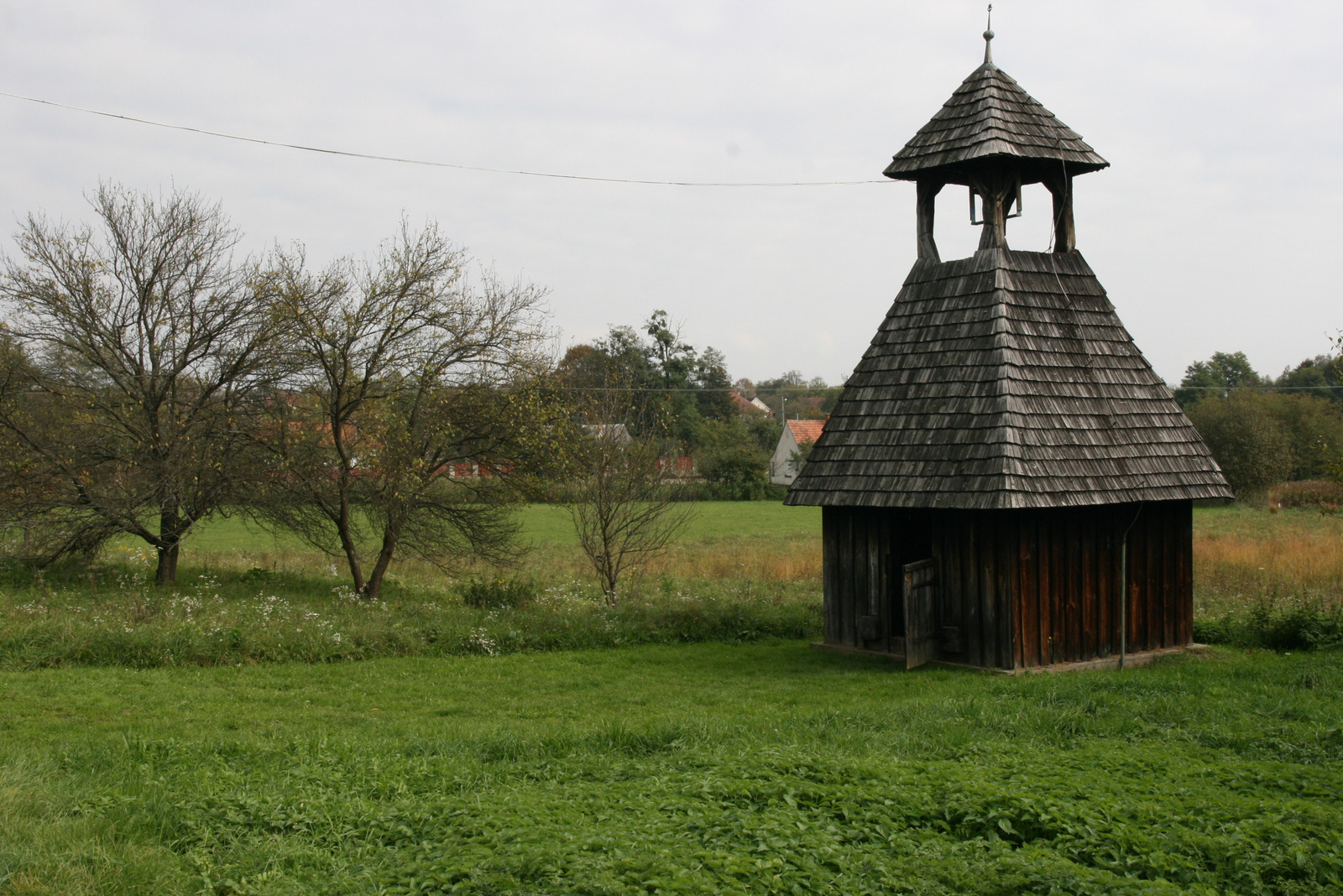
Hölzerner Glockenturm im Ortsteil Gödörháza
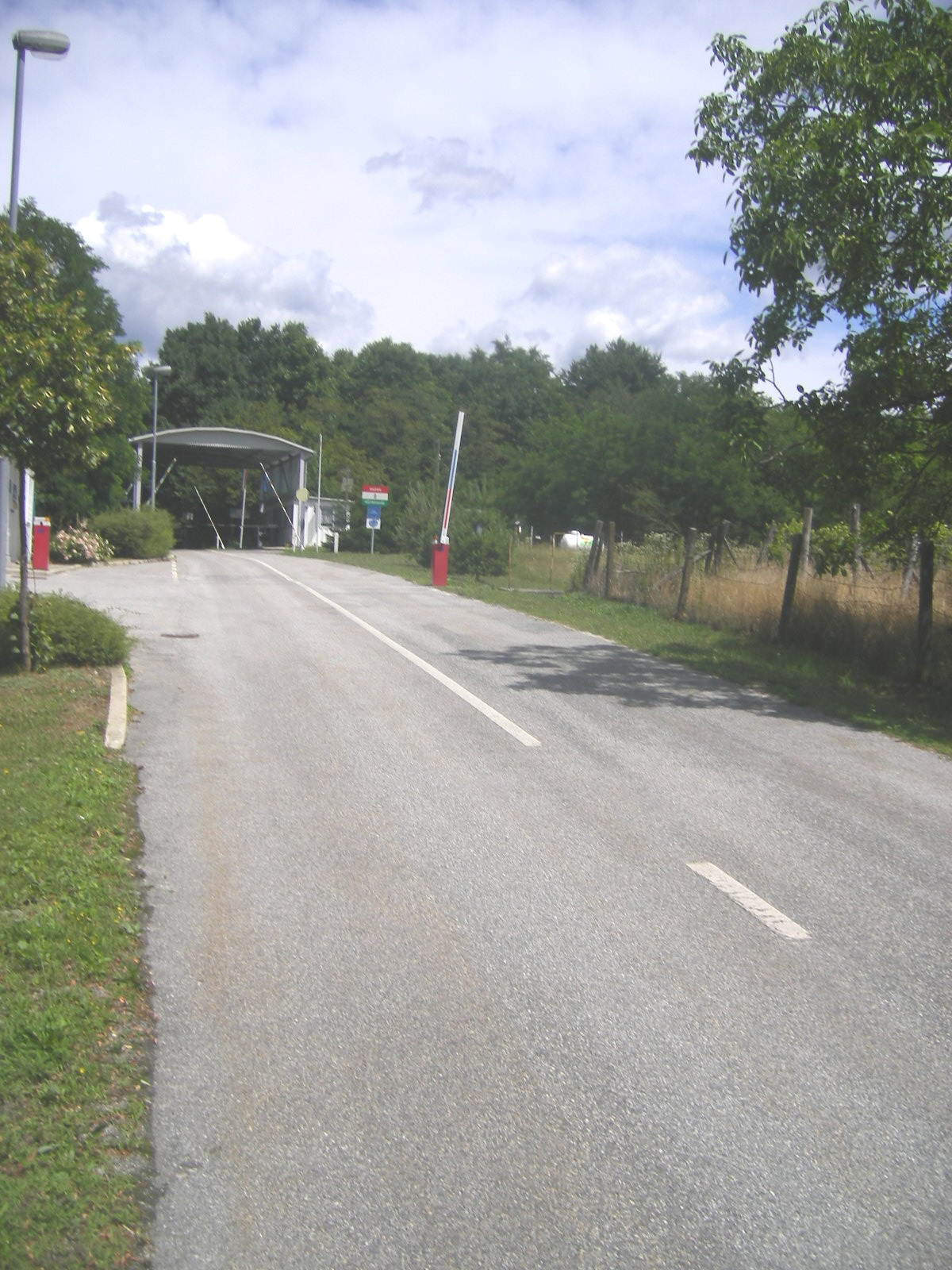
Grenzübergang Magyarszombatfa-Prosenjakovci